# Alnif
Pour l’article homonyme, voir Ksar Alnif.
Alnif (en Tamazight ⴰⵍⵏⵏⵉⴼ) est une commune rurale de la province de Tinghir, dans la région de Drâa-Tafilalet, au Maroc. Elle a pour chef-lieu la ville du même nom.
Les habitants sont nommés les alnifiens.

## Géographie
Alnif se situe à l'intérieur d'une oasis entre Ouarzazate et Errachidia, en bordure sud du massif du djebel Saghro. En dehors des palmeraies qui entourent le centre urbain, les paysages de la région sont désertiques avec leur ergs, regs et hamadas.
Aux alentours de la ville d'Alnif se trouvent les villages de Tizi, Ammar, Maghnia, Achbarou, Ksar Azekour, Ksar Toughza, Aït Sarroud, Amgan, Mimarighen, Boudib, Aït Lahbib, Tabourigte, Taalaltte, Ait Zagane, Aït ben Saïd, Timarzit, Toufasmame, Asmame, Tajouhrate, Wihlane, Tamarghoute, Taoumarte, Talghazite, Tahmate, Tinififte, Azargue, Amsaade, Ljorf, Tagalgoulte, Tanout noumardoule, Imi nouzrou, Tiguirna, Taychoute, Armroume, Targa oulouf, Ait hammou et Afadrik

## Histoire
Alnif dépend de la province de Tinghir depuis 2009, région du Drâa-Tafilalet et faisait auparavant partie de la région de Meknès-Tafilalet, puis Souss-Massa-Drâa à compter de 2015

## Population

### Démographie
De 1994 à 2014, la population de la commune est passée de 19 023 à 22 724 habitants. En 2014, son centre urbain en comportait 4 728 (Recensement 2014).

### Groupes ethniques
La majorité des habitants d'Alnif sont des amazighs et qui parlent la langue Amazigh.